# Room on Fire
Albums de The Strokes
Is This It
(2001) First Impressions of Earth
(2006)
Singles
1. 12:51
Sortie : 4 novembre 2003
2. Reptilia
Sortie : 9 février 2004
3. The End Has No End
Sortie : 1er novembre 2004

Room on Fire est le deuxième album du groupe new-yorkais de rock indépendant The Strokes, sorti le 21 octobre 2003, sur le label RCA. Il fait suite à Is This It, le premier album du groupe publié en 2001. Julian Casablancas écrit et compose seul quasiment tous les morceaux. Après l'échec de la collaboration avec Nigel Godrich, la production est confiée à Gordon Raphael, déjà producteur de l'EP The Modern Age et de Is This It.
Il contient les singles 12:51, Reptilia et The End Has No End. Le titre de l'album provient d'ailleurs d'une phrase du single Reptilia « The room is on fire as she's fixing her hair ». À sa sortie, l'album est accueilli favorablement par la critique et se classe dans les premières places des classements de ventes d'albums dans de nombreux pays, notamment 2e au Royaume-Uni et 4e aux États-Unis. Il est certifié disque de platine au Royaume-Uni avec plus de 300 000 exemplaires vendus, et disque d'or en Australie, au Canada et aux États-Unis.

## Enregistrement et production
Le groupe retourne en studio d'enregistrement en avril 2003, peu de temps après avoir terminé la tournée qui a suivi la sortie de leur premier album Is This It. Gordon Raphael doit se charger de la production de ce nouvel album, mais Nigel Godrich, récompensé d'un Grammy Award pour la production de Kid A de Radiohead en 2001, propose ses services. Le groupe accepte mais après quelques sessions peu productives, il se sépare de lui et rappelle Gordon Raphael. Raphael décide d'enregistrer aux TMF Studios, situés sur la 12e rue, à Manhattan, là où il a produit l'album Soviet Kitsch de Regina Spektor.
Selon le producteur, le groupe est devenu plus « puissant » et « accompli » grâce à la tournée qui a suivi la sortie d’Is This It, avec un son ressemblant désormais plus à Led Zeppelin qu'au Velvet Underground.
Les membres du groupe entrent en studio avec une idée précise de ce que sera l'album : lors du premier jour d'enregistrement, ils jouent à Gordon Raphael l'intégralité de l'album. Les trois mois d'enregistrement qui suivent sont consacrés au perfectionnement des morceaux et non pas au développement de nouvelles idées. Le guitariste Nick Valensi, bien que satisfait du résultat, considère que l'album aurait pu être « beaucoup mieux si nous avions eu deux semaines supplémentaires ». Les sessions d'enregistrement sont intenses et quelques désaccords commencent à apparaître au sein du groupe. En effet, les choix musicaux de Julian Casablancas sont de plus en plus discutés par les autres membres du groupe. Selon le bassiste Nikolai Fraiture, un sentiment de gêne s'installe aussi pendant la tournée qui suit l'album car Casablancas « a arrêté de boire » alors qu'une « grande partie de notre relation était basée sur cela - aller au bar et boire ». Julian Casablancas admet que, lors de l'enregistrement, des tensions sont apparues « pour des trucs stupides » car « chez les Strokes, il y a beaucoup d'égo » et il avoue que « le [sien] est très développé ».
Durant l'enregistrement, Damon Albarn est invité en studio par le groupe pour écouter les compositions de l'album. Il soumet l'idée de rajouter des chœurs sur certains titres mais après deux heures de tentatives infructueuses, il déclare que les chansons sont parfaites telles qu'elles sont, c'est-à-dire sans chœurs.

## Caractéristiques artistiques

### Thèmes et composition
Les morceaux de Room on Fire sont influencés par différents styles musicaux et artistes.
Automatic Stop contient un gimmick de guitare aux accents reggae, joué par Nick Valensi tandis que The End Has No End est influencé par le métal. Le morceau Under Control est quant à lui considéré par certains comme une sorte de ballade soul où la voix de Julian Casablancas peut évoquer celle de Sam Cooke dans A Change Is Gonna Come et la mélodie, celle de The Tracks of My Tears de The Miracles. À propos de 12:51, plusieurs critiques soulignent l'influence du groupe de rock The Cars,, et de Sonic Youth : NME considère que le morceau tire son inspiration du single Bull in the Heather, sorti en 1994.

### Pochette
La pochette de l'album est issue d'une peinture à l'huile de Peter Phillips datant de 1961, War/Game.

## Sortie et promotion
Pour Room on Fire, le groupe et son manager Ryan Gentles décident de faire moins de promotion que pour Is This It pour éviter la surmédiatisation. Depuis la sortie leur premier album, le groupe semble en effet avoir souffert de son exposition médiatique. Selon Julian Casablancas, « les journaux, surtout anglais, ont dit beaucoup de choses stupides » au sujet des Strokes et ajoute que « beaucoup de gens auraient aimé voir [le groupe] péter les plombs ». Le groupe donne ainsi moins de concerts que pour l'album précédent.
Néanmoins, tous les jeudis du mois de novembre 2003, le groupe est invité à interpréter en direct plusieurs morceaux de ce nouvel album sur le plateau de l'émission de télévision Late Night with Conan O'Brien. Le 21 mai 2004, The Strokes joue le single The End Has No End sur le plateau d'un autre late-night show, Late Show with David Letterman sur CBS. En France, le morceau est utilisé pour une campagne de spots publicitaires pour EDF. De plus, le groupe fait la une de plusieurs magazines. Spin réalise ainsi cinq couvertures différentes pour un de ses numéros, chacune arborant le portrait d'un des membres du groupe. Le magazine élève même The Strokes au rang de « groupe le plus cool sur Terre ».
Malgré un accueil global mitigé de la part de la presse spécialisée, le groupe effectue en 2004 une tournée au cours de laquelle plus d'une trentaine de dates affichent complet. La prestation des Strokes au Zénith de Paris en décembre 2003 est un « feu d'artifice sonore » selon Martin Cazenave des Inrockuptibles. Précédés par Ben Kweller et les Kings of Leon en première partie, les membres du groupe sont moins « statiques » et semblent plus « soudés » sur scène qu'auparavant. Ils en profitent pour reprendre le morceau Clampdown des The Clash. Malgré une certaine « efficacité instrumentale » sur scène, les morceaux sont « joués à la note près comme sur le disque », provoquant un « manque d'impact charnel » selon Stéphane Davet du Monde.
Le groupe donne également deux concerts à l'Alexandra Palace de Londres en décembre 2003. Leurs performances sont enregistrées par la BBC en vue de réaliser un album live qui devait notamment contenir les morceaux 12:51, Reptilia et Hard to Explain et Take It or Leave It de leur premier album. La sortie de cet album est finalement annulée car la qualité des enregistrements est jugée insatisfaisante.

## Réception

### Commerciale

#### Classements
| Classement musical                    | Meilleure position |
| ------------------------------------- | ------------------ |
| Allemagne (Media Control AG)          | 6                  |
| Australie (ARIA)                      | 6                  |
| Autriche (Ö3 Austria Top 40)          | 14                 |
| Belgique (Flandre Ultratop)           | 14                 |
| Canada (Canadian Albums Chart)        | 2                  |
| Danemark (Tracklisten)                | 16                 |
| États-Unis (Billboard 200)            | 4                  |
| Finlande (Suomen virallinen lista)    | 25                 |
| France (SNEP)                         | 16                 |
| Irlande (IRMA)                        | 2                  |
| Italie (FIMI)                         | 14                 |
| Norvège (VG-lista)                    | 3                  |
| Nouvelle-Zélande (RIANZ)              | 6                  |
| Pays-Bas (Mega Album Top 100)         | 23                 |
| Portugal (AFP)                        | 12                 |
| Royaume-Uni (UK Albums Chart)         | 2                  |
| Royaume-Uni (UK Rock and Metal Chart) | 1                  |
| Suède (Sverigetopplistan)             | 6                  |
| Suisse (Schweizer Hitparade)          | 29                 |

| Classement musical              | Meilleures positions de 12:51 | Meilleures positions de Reptilia | Meilleures positions de The End Has No End |
| ------------------------------- | ----------------------------- | -------------------------------- | ------------------------------------------ |
| Canada (Canadian Singles Chart) | 30                            | *                                | *                                          |
| États-Unis (US Modern Rock)     | 15                            | 19                               | 35                                         |
| Pays-Bas (Single Top 100)       | 40                            | *                                | *                                          |
| Royaume-Uni (UK Singles Chart)  | 7                             | 17                               | 27                                         |
| Suède (Sverigetopplistan)       | 39                            | *                                | *                                          |

#### Certifications
| Pays             | Ventes    | Certifications |
| ---------------- | --------- | -------------- |
| Australie        | 70 000 +  | Platine        |
| Canada           | 40 000 +  | Or             |
| États-Unis       | 500 000 + | Or             |
| Japon            | 100 000 + | Or             |
| Nouvelle-Zélande | 7 500 +   | Or             |
| Royaume-Uni      | 300 000 + | Platine        |

### Critique
L'album recueille dans l'ensemble de bonnes critiques, obtenant un score de 77⁄100, sur la base de 30 critiques collectées, sur Metacritic. Alex Needham, du New Musical Express, lui donne la note de 9/10, commentant qu'il a « des paroles aussi déprimantes que la musique est enivrante » et que, même s'il n'y a plus la surprise qui avait accompagnée Is This It, « le résultat est encore élégant, sexy et exaltant avec la promesse séduisante que le meilleur est encore à venir ». Adrien Begrand, de PopMatters, écrit que « toutes les caractéristiques les plus marquantes de Is This It sont présentes sur ce nouvel album » et que « c'est ce que le groupe produit avec ces mêmes ingrédients qui fait que cet album surpasse le précédent », « des petites touches habiles qui lui donnent plus de couleur ». Il met en avant les titres 12:51, « la mélodie la plus remarquable du groupe à ce jour », Under Control, « ballade émouvante et chatoyante », Reptilia, où « le son du groupe est le plus féroce », et enfin The End Has No End et I Can't Win, hymnes « simples et contagieux ». Pour Rob Mitchum, de Pitchfork, qui lui donne la note de 8/10, « les Strokes semblent presque pathologiquement incapables de composer une chanson qui n'est pas immédiatement accrocheuse », prenant comme exemples Reptilia, Meet Me in the Bathroom et Under Control. Il note néanmoins que « la section rythmique, talon d'Achille du groupe, continue à s'en tirer de justesse ». David Fricke, de Rolling Stone, lui donne 4 étoiles sur 5, notant qu'il est « le jumeau parfait » du premier album et qu'il est « construit pour le frisson et la vitesse » avec « une musique aussi succincte qu'implacable ».
Christophe Conte, des Inrockuptibles, évoque un « charmant ratage, presque une réussite » considérant les chansons de ce nouvel album comme « moins efficaces, moins vivifiantes, un poil plus longues, plus traînardes, plus embarrassées » que celles de Is This It. Franck Vergeade, de Magic, lui donne 5 étoiles sur 6, notant que « Room On Fire n'a ni le charme ni l'impact de son illustre prédécesseur ». Il ajoute cependant que « ce disque n'est pas loin d'être la meilleure chose qui soit arrivée à un genre en pleine asphyxie depuis… Is This It ».
Room on Fire figure dans plusieurs classements des meilleurs albums de 2003. NME et Spin lui décernent la troisième place,, alors que The Guardian et Pitchfork le place à la onzième position,. En France, il figure notamment dans le top 50 des meilleurs albums des Inrockuptibles (37e).

## Liste des chansons
Toutes les chansons sont écrites et composées par Julian Casablancas sauf indication contraire.
| No  | Titre                   | Auteur                                   | Durée |
| --- | ----------------------- | ---------------------------------------- | ----- |
| 1.  | What Ever Happened?     |                                          | 2:54  |
| 2.  | Reptilia                |                                          | 3:41  |
| 3.  | Automatic Stop          | Julian Casablancas et Albert Hammond Jr. | 3:26  |
| 4.  | 12:51                   |                                          | 2:33  |
| 5.  | You Talk Way Too Much   |                                          | 3:04  |
| 6.  | Between Love & Hate     |                                          | 3:15  |
| 7.  | Meet Me in the Bathroom |                                          | 2:57  |
| 8.  | Under Control           |                                          | 3:06  |
| 9.  | The Way It Is           |                                          | 2:22  |
| 10. | The End Has No End      |                                          | 3:07  |
| 11. | I Can't Win             |                                          | 2:34  |

## Crédits
| The Strokes - Julian Casablancas - chant - Nikolai Fraiture - basse - Albert Hammond Jr. - guitare - Fabrizio Moretti - batterie - Nick Valensi - guitare | - JP Bowersock - consultant - Greg Calibi - matriçage - Steve Fallone - matriçage - Will Kelly - second ingénieur du son - Brett Kilroe - directeur artistique - Colin Lane - photographie - Peter Phillips - artwork - Gordon Raphael - production - The Strokes - arrangement - Toshikazu Yoshioka - premier ingénieur du son |